# Neoscaptia albata
Neoscaptia albata là một loài bướm đêm thuộc phân họ Arctiinae, họ Erebidae.